# Uralosaurus magnus
L'uralosauro (Uralosaurus magnus) è un rettile estinto, appartenente agli arcosauriformi. Visse nel Triassico medio (Anisico, circa 245 milioni di anni fa) e i suoi resti fossili sono stati ritrovati in Russia.

## Classificazione
I fossili di questo animale sono molto incompleti, e consistono in un cranio parziale che non permette di ricostruire adeguatamente l'animale. Il fossile, descritto per la prima volta da Otschev nel 1980, è piuttosto simile ai resti ben più completi di Erythrosuchus e Shansisuchus, grandi arcosauriformi predatori dal cranio alto e robusto. Inizialmente, infatti, I fossili di Uralosaurus vennero attribuiti a una nuova specie di Erythrosuchus, e solo in un secondo tempo (Sennikov, 1995) vennero classificati in un genere a sé stante. Si suppone che Uralosaurus fosse un rappresentante degli eritrosuchidi, una famiglia di rettili considerati più primitivi dei veri e propri arcosauri ma più derivati rispetto ai proterosuchidi. I fossili di Uralosaurus sono stati ritrovati nella formazione Donguz, che ha restituito i fossili di altri arcosauriformi primitivi, come Sarmatosuchus.